# Konstantin
Konstantin (Bulgaars: Константин) is een dorp in Bulgarije. Het is gelegen in een bergachtig gebied in de gemeente  Elena, oblast Veliko Tarnovo en telt op 31 december 2018 zo’n 969 inwoners. De stad  Elena ligt op 18 kilometer afstand.

## Bevolking
In 1946 bereikte het inwonersaantal van het dorp Konstantin een hoogtepunt met 1589 inwoners. Sindsdien is de bevolking langzaam maar geleidelijk afgenomen. Op 31 december 2018 telt het dorp 969 inwoners. 
| Jaar            | 1934 | 1946 | 1956 | 1965 | 1975 | 1985 | 1992 | 2001 | 2011 | 2018 |
| Aantal inwoners | 1544 | 1589 | 1443 | 1298 | 1299 | 1177 | 1273 | 1125 | 1022 | 969  |

Volgens de volkstelling van 2011 vormen Bulgaarse Turken met 67,3% de meerderheid van de bevolking. De etnische Bulgaren vormen met 30,2% een grote minderheid. Verder leven ook een aantal  Roma (1,0%). 
1. ↑  (en) Information for the population of Konstantin village, Elena municipality, Veliko Tarnovo district
ID at EKATTE - 38337  geraadpleegd 26 juli 2019
2. ↑  (en)  citypopulation.de  geraadpleegd 26 juli 2019. Gearchiveerd op 26 juli 2019.